# Sessioni di registrazione di Charlie Parker alla Savoy e alla Dial
Le Sessioni di registrazione di Charlie Parker alla Savoy e alla Dial come band leader ebbero luogo dal 1945 al 1948.
Qui di seguito sono elencate in ordine cronologico le varie sedute in studio. Nella lista è inclusa anche la prima sessione di Miles Davis come leader nel 1947, con Charlie Parker al sassofono tenore.

## Sessione 1
Charlie Parker's Reboppers - 26 novembre 1945 a New York per la Savoy Records
1. Billie's Bounce
2. Warming Up a Riff (Cherokee)
3. Now's the Time
4. Thriving from a Riff (Anthropology)
5. Meandering (Embraceable You)
6. Ko Ko

Charlie Parker (sax alto)--Miles Davis (tromba) 1,3,4--Dizzy Gillespie (tromba) 6 (pianoforte) 1,3,6--Sadik Hakim (pianoforte) 2,4,5--Curley Russell (contrabbasso)--Max Roach (batteria)

## Sessione 2
Charlie Parker Septet - 28 marzo 1946 a Hollywood, California, per la Dial Records
1. Moose the Mooche
2. Yardbird Suite
3. Ornithology
4. A Night in Tunisia

Charlie Parker (sax alto)--Miles Davis (tromba)--Eli "Lucky" Thompson (sax tenore)--Michael "Dodo" Marmarosa (pianoforte)--Arvin Garrison (chitarra)--Vic MicMillan (contrabbasso)--Roy Porter (batteria)

## Sessione 3
Charlie Parker Quintet - 29 luglio 1946 a Hollywood, California, per la Dial Records
1. Max (is) Making Wax
2. Lover Man
3. The Gypsy
4. Bebop

Charlie Parker (sax alto)--Howard McGhee (tromba)--Jimmy Bunn (pianoforte)--Bob Kesterson (contrabbasso)--Roy Porter (batteria)

## Sessione 4
Charlie Parker Quartet - 19 febbraio 1947 a Hollywood, California, per la Dial Records
1. This Is Always
2. Dark Shadows
3. Bird's Nest
4. Cool Blues

Charlie Parker (sax alto)--Erroll Garner (pianoforte)--George "Red" Callender (contrabbasso)--Harold "Doc" West (batteria)--Earl Coleman (voce sulle tracce 1 e 2)

## Sessione 5
Charlie Parker's New Stars - 26 febbraio 1947 a Hollywood, California, per la Dial Records
1. Relaxin' at Camarillo
2. Cheers
3. Carvin' The Bird
4. Stupendous

Charlie Parker (sax alto)--Howard McGhee (tromba)--Wardell Gray (sax tenore)--Michael "Dodo" Marmarosa (pianoforte)--Barney Kessel (chitarra)--George "Red" Callender (contrabbasso)--Don Lamond (batteria)

## Sessione 6
Charlie Parker Quintet - 8 maggio 1947 a NYC per la Savoy Records
1. Donna Lee
2. Chasin' the Bird
3. Cheryl
4. Buzzy

Charlie Parker (sax alto)--Miles Davis (tromba)--Bud Powell (pianoforte)--Tommy Potter (contrabbasso)--Max Roach (batteria)

## Sessione 7
Miles Davis All-Stars - 14 agosto 1947 a NYC per la Savoy Records
1. Milestones (old)
2. Little Willie Leaps
3. Half Nelson
4. Sippin' At Bells

Miles Davis (tromba)--Charlie Parker (sax tenore)--John Lewis (pianoforte)--Nelson Boyd (contrabbasso)--Max Roach (batteria)

## Sessione 8
Charlie Parker Quintet - 28 ottobre 1947 a NYC per la Dial Records
1. Dexterity
2. Bongo Bop
3. Dewey Square
4. The Hymn
5. Bird of Paradise (All the Things You Are)
6. Embraceable You

Charlie Parker (sax alto)--Miles Davis (tromba)--Duke Jordan (pianoforte)--Tommy Potter (contrabbasso)--Max Roach (batteria)

## Sessione 9
Charlie Parker Quintet - 4 novembre 1947 a NYC per la Dial Records
1. Bird Feathers
2. Klact-Oveereds-Tene
3. Scrapple from the Apple
4. My Old Flame
5. Out of Nowhere
6. Don't Blame Me

Charlie Parker (sax alto)--Miles Davis (tromba)--Duke Jordan (pianoforte)--Tommy Potter (contrabbasso)--Max Roach (batteria)

## Sessione 10
Charlie Parker Sextet - 17 dicembre 1947 a NYC per la Dial Records
1. Drifting on a Reed
2. Quasimodo
3. Charlie's Wig
4. Bongo Beep
5. Crazeology
6. How Deep Is the Ocean?

Charlie Parker (sax alto)--Miles Davis (tromba)--J.J. Johnson (trombone)--Duke Jordan (pianoforte)--Tommy Potter (contrabbasso)--Max Roach (batteria)

## Sessione 11
Charlie Parker Quintet - 21 dicembre 1947 a Detroit, Michigan, per la Savoy Records
1. Another Hair-Do
2. Bluebird
3. Klauntsance
4. Bird Gets the Worm

Charlie Parker (sax alto)--Miles Davis (tromba)--Duke Jordan (pianoforte)--Tommy Potter (contrabbasso)--Max Roach (batteria)

## Sessione 12
Charlie Parker All-Stars - 18 settembre 1948 a NYC per la Savoy Records
1. Barbados
2. Ah-Leu-Cha
3. Constellation
4. Parker's Mood

Charlie Parker (sax alto)--Miles Davis (tromba) eccetto traccia 4-- John Lewis (pianoforte)-- Curley Russell (contrabbasso)--Max Roach (batteria)

## Sessione 13
Charlie Parker All-Stars - 24 settembre 1948 a NYC per la Savoy Records
1. Perhaps
2. Marmaduke
3. Steeplechase
4. Merry-Go-Round

Charlie Parker (sax alto)--Miles Davis (tromba)--John Lewis (pianoforte)--Curley Russell (contrabbasso)--Max Roach (batteria)